# Clara Vetter

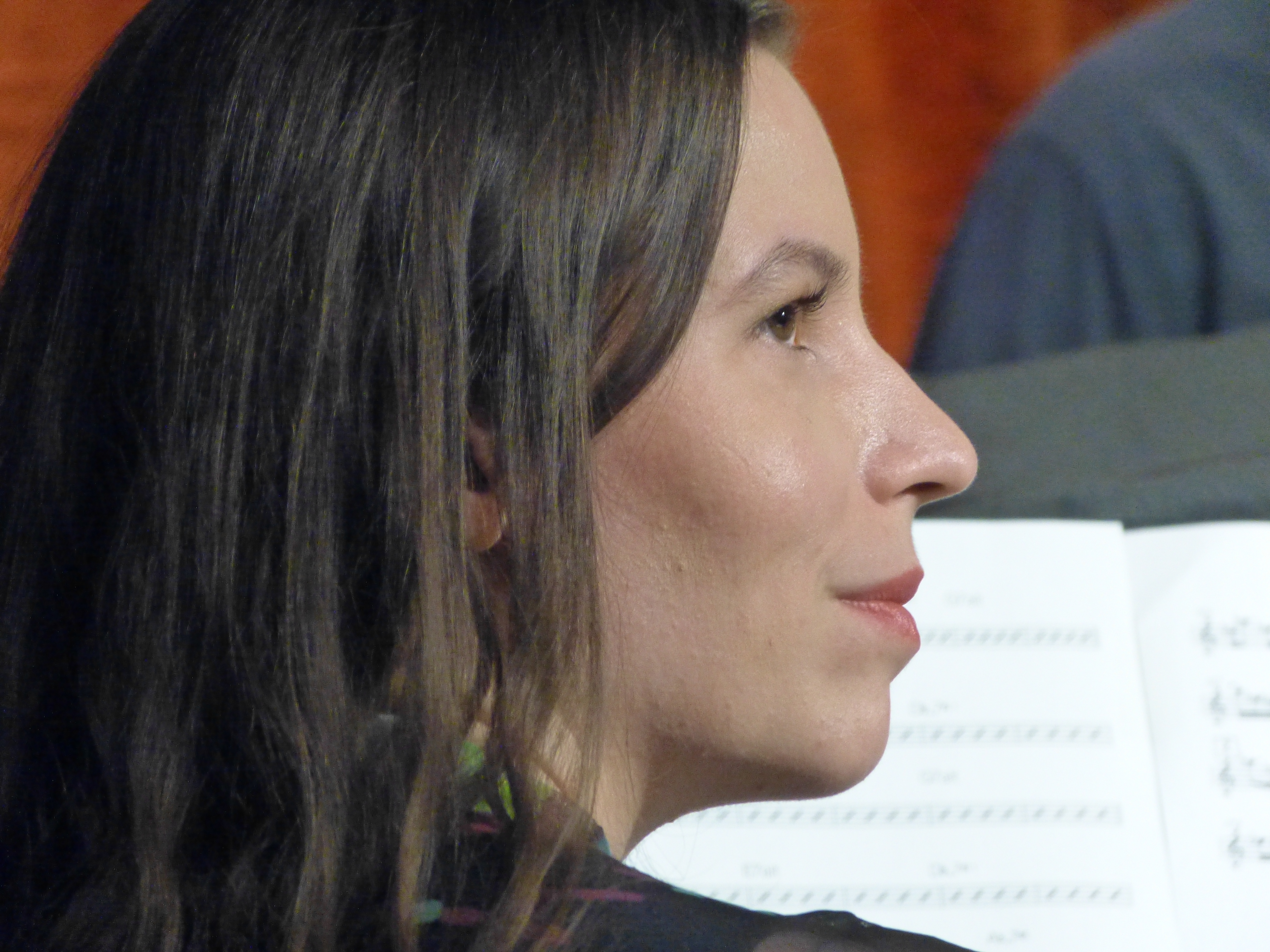
Clara Vetter (2025) im Loft (Köln)

Clara Vetter (* 24. April 1996 in Baden-Baden) ist eine deutsche Jazzmusikerin (Piano, Komposition).

## Leben und Wirken
Vetter begann schon im Alter von drei Jahren mit dem Klavierspiel. Bereits als 13-Jährige erhielt sie klassischen Unterricht an der Stuttgarter Musikhochschule, bevor sie in den Jazzensembles der Bühler Musikschule bei Pirmin Ullrich den Jazz entdeckte und mit der Brass & Fun Bigband Zweierlei erste Aufnahmen vorlegte. Zwei Jahre später wurde sie Mitglied im Landesjugendjazzorchester Baden-Württemberg. Bis 2018 studierte sie Jazz-Piano in Stuttgart; nach ihrem Bachelor-Abschluss an der Hochschule für Musik und Darstellende Kunst Stuttgart absolvierte sie von 2019 bis 2021 am Kopenhagener Konservatorium ihren Master.
Das Clara Vetter Trio, zu dem Bassist Jakob Obleser und Schlagzeuger Lucas Klein gehören, besteht seit 2014; mit ihm war Vetter bei Jazzopen Stuttgart und der Jazzahead zu Gast. Dessen Debütalbum Leading Impulse erschien 2020, gefolgt von einer Tournee durch Deutschland und die Schweiz. 2021 erhielt Vetter den Auftrag, ein Konzert für Large Ensemble für das Festival Stuttgarter Jazztage zu komponieren und aufzuführen. Mit zwei Studienkollegen aus Kopenhagen, dem Gitarristen Havard Funderud und dem Bassisten Petter Asbjörnsen, tritt sie seit 2022 zusammen in der Formation Letters from Nowhere auf (die Musiker des Trios nutzen auch einen elektronischen Sampler); 2023 wurde bei Klaeng Records deren Album Live in Cologne veröffentlicht (an dem auch Schlagzeuger Fabian Arends beteiligt ist). In einem weiteren Trio mit dem Bassisten Mario Angelov und dem Schlagzeuger Lucas Klein, das sie um den Gitarristen Ronny Graupe verstärkte, legte sie 2024 das Album Fabulae vor.
Weiterhin betreibt sie das Clara Vetter Collective. Sie ist mit dem Contemporary Big Band Project auf dem Album Nine Yards und mit der Restle Wögler Bigband zu hören.

## Preise und Auszeichnungen
2012 errang Vetter den 1. Preis im Landeswettbewerb Jugend jazzt. 2018 wurde sie mit dem Steinway & Sons Förderpreis Stuttgart ausgezeichnet. 2022 gewann sie den Kompositionswettbewerb des Bujazzo. 2023 erhielt Vetter den Jazzpreis Baden-Württemberg, weil sie „durch ihre musikalische Reife und Vielfalt mit ihrem Trio, sowie ihre Fähigkeit als Arrangeurin und Komponistin für Großensembles“ überzeugte.